# Кернова, Зофия

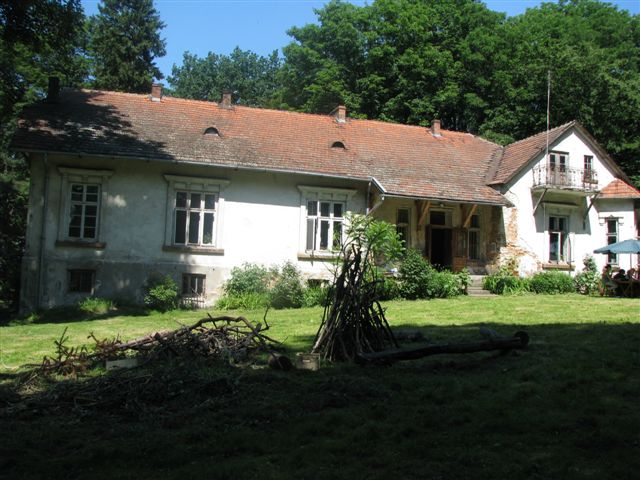
Родовое имение Зофии Керновой, Гошице, Краковский повят, Малопольское воеводство, Польша

Зофи́я Керно́ва, псевдонимы — Зофи́я Завиша́нка, Анна Висьнёвецкая (пол. Zofia Kernowa, Zofia Zawiszanka, Anna Wiśniowiecka, 8 февраля 1889 года, Шпитары, около Мехува — 2 июля 1971 года, Краков, Польша) — польская поэтесса, прозаик и публицист, деятельница национальной борьбы за независимость.

## Биография
Окончила сельскохозяйственный факультет Ягеллонского университета. Во время Первой мировой войны принадлежала к Польской военной организации, была разведчицей стрелецких отрядов, которые обеспечивали разведывательными сведениями о продвижении российских войск для «Первой кадровой компании» Юзефа Пилсудского. В это же время вышла замуж за будущего бригадного генерала Войска Польского Януша Гонсёровского.
Почти всю свою жизнь прожила в родовом имении в селе Гошице. Скончалась 2 июля 1971 года в Кракове.

## Творчество
В 1917 году Зофия Кернова издала под псевдонимом Пшерова свою первую книгу «Nasz naczelnik Józef Piłsudski». В период между двумя мировыми войнами публиковалась под псевдонимом Зофия Завишанка. В разное время использовала псевдоним Анна Висьнёвецкая.
- Głos wśród burzy, стихотворения (1918 г., под псевдонимом Анна Висьнёвецкая);
- Poprzez fronty, воспоминания (1928 г., под псевдонимом Зофия Завишанка);
- Świt wielkiego dnia, повесть (1938 г.);
- Przedziwny wódz. Powieść z XV w. (1948 г.);
- Zwiastuny burzy, Goszyce-Słomniki-Małoszów-Goszyce 30 VII-6 VIII/ Rok 1914 w dokumentach i relacjach, посмертное издание (2004 г.).